# Drahomír Koudelka
Drahomír Koudelka (Krasová, 26 maggio 1946 – Luleč, 19 agosto 1992) è stato un pallavolista cecoslovacco.
Koudelka ha gareggiato per la Cecoslovacchia nei giochi olimpici del 1968, 1972 e 1976.
Nel 1968, la squadra ha vinto la medaglia di bronzo e Koudelka ha giocato tutte e nove le gare.
Quattro anni dopo, nel 1972 la squadra si è classificata al sesto posto e lui ha giocato sei partite.
Nel 1976 la squadra si è classificata quinta e anche in questa occasione Koudelka ha giocato sei partite. 
Ha anche vinto la medaglia d'oro ai campionati mondiali svoltisi in Cecoslovacchia del 1966.